# Hässleholms centralstation
Hässleholms centralstation eller Hässleholms resecentrum ligger i centrum av Hässleholm och är stadens buss- och järnvägsstation.
Stationen är en järnvägsknut med närmare 120 avgångar varje dag, med 15 000 resor per dag (2018) och 2030 beräknar man att antalet resor kommer att ha fördubblats. Det går tåg till bland annat  Stockholm, Malmö, Köpenhamn, Hamburg, Berlin, Kalmar, Helsingborg, Kristianstad, Karlskrona, Trelleborg och Markaryd.
En inglasad gångbro förbinder stationshuset och plattformarna med varandra. I den nya delen finn ett kafé från kedjan Espresso House. I den äldre delen finns Pressbyrån. 

## Historia
Hässleholm fick sin första järnväg år 1860 när banan mellan Malmö-Hässleholm stod färdig. Resterande sträcka av Södra stambanan byggdes i etapper. År 1863 stod stationshuset i form av ett tvåvåningshus i sten färdigt. Arkitekt var Adolf W. Edelsvärd. Mellan åren 1865-1899 tillkom banan till Kristianstad, banan till Helsingborg samt banan till Halmstad via Markaryd. Nu hade Hässleholm blivit en stor järnvägsknut och år 1919 revs stationshuset och ett nytt byggdes som stod färdigt 1921, denna gång i tegel. En gångtunnel förband stationshuset och plattformarna med varandra. Arkitekten denna gång blev Folke Zettervall.
Fram till den 29 november 2009 fanns det tågklarerare i Hässleholm.

## Trafik
Hässleholms centralstation
| Riktning från        | Föregående station | Linje       | Linje       | Linje       | Linje       | Linje       | Nästa station   | Riktning mot                |
| -------------------- | ------------------ | ----------- | ----------- | ----------- | ----------- | ----------- | --------------- | --------------------------- |
| Malmö C              | Lund C             | SJ Snabbtåg | SJ Snabbtåg | SJ Snabbtåg | SJ Snabbtåg | SJ Snabbtåg | Älmhult/Alvesta | Stockholm C                 |
| Malmö C              | Eslöv              | Snälltåget  | Snälltåget  | Snälltåget  | Snälltåget  | Snälltåget  | Alvesta         | Stockholm C                 |
| Østerport & Malmö C  | Höör               | Öresundståg | Öresundståg | Öresundståg | Öresundståg | Öresundståg | Kristianstad C  | Kristianstad C & Karlskrona |
| Østerport & Malmö C  | Höör               | Öresundståg | Öresundståg | Öresundståg | Öresundståg | Öresundståg | Osby            | Växjö & Kalmar              |
| Trelleborg & Malmö C | Sösdala            | Pågatågen   | Pågatågen   | Pågatågen   | Pågatågen   | Pågatågen   | Vinslöv         | Kristianstad C              |
| Helsingborg C        | Tyringe            | Pågatågen   | Pågatågen   | Pågatågen   | Pågatågen   | Pågatågen   | Vinslöv         | Kristianstad C              |
| Hässleholm           |                    | Pågatågen   | Pågatågen   | Pågatågen   | Pågatågen   | Pågatågen   | Bjärnum         | Markaryd                    |
| Hässleholm           |                    | Krösatågen  | Krösatågen  | Krösatågen  | Krösatågen  | Krösatågen  | Ballingslöv     | Växjö                       |